# イオン札幌藻岩店
イオン札幌藻岩店（イオンさっぽろもいわてん）は、札幌市南区川沿に所在するイオン北海道運営の総合スーパー（GMS）である。

## 概要
1979年（昭和54年）7月20日に開業。ポスフール時代の2003年（平成15年）9月5日に増床により店舗面積を拡大した。
2011年3月に「ポスフール」全店舗が「イオン」に改称した時点で営業を継続していたポスフールとしては、唯一札幌市内にあった店舗であった。

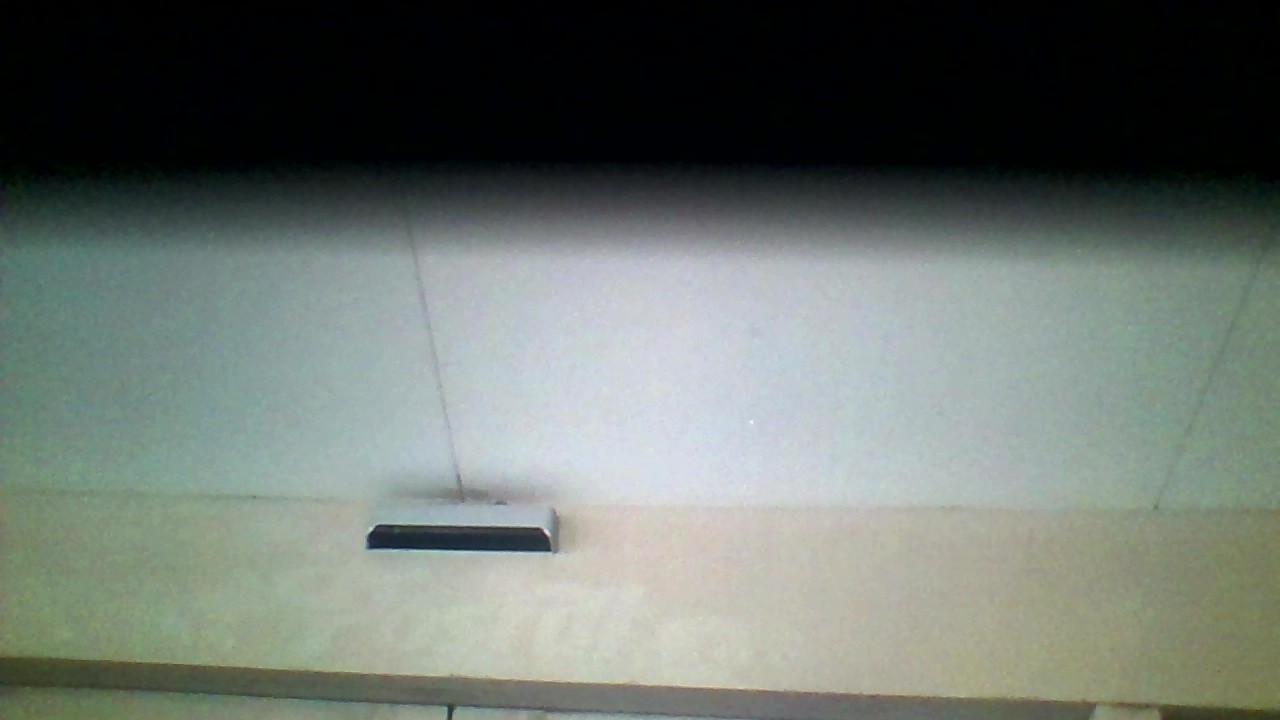
「ポスフール」のロゴを消した跡が見られる箇所もある（屋上駐車場店内入口の自動ドア）

## 沿革
- 1979年（昭和54年）7月20日：「ニチイ藻岩店」としてオープン[3]。
- 1997年（平成09年）：サティに業態転換し、「藻岩サティ」としてリニューアルオープン[3]。
- 2002年（平成14年）4～5月：ポスフールへの店名変更に伴い、「ポスフール藻岩店」と改称[3]。
- 2003年（平成15年）9月4日：増床リニューアルプレオープン。
- 2003年（平成15年）9月5日：増床リニューアルグランドオープン[3][2]。
- 2011年（平成23年）3月1日：イオンへの店名変更に伴い、「イオン札幌藻岩店」と改称[3][4]。
- 2021年（令和 3年）5月30日:契約者専用駐車場として使われていた第2駐車場が閉鎖。
- 2022年（令和 4年）8月21日:1階食品売場の改装工事を開始。
- 2022年（令和 4年）9月23日:1階食品売場がリニューアルオープン。

## テナント
- 北洋銀行藻岩支店[5]

## アクセス
国道230号（石山通）・北海道道82号西野真駒内清田線（五輪通）沿いに位置している。
- じょうてつバス、北海道中央バス（西岡営業所）、道南バス「藻岩高校前」バス停下車
- じょうてつバス、札幌ばんけい「川沿1条1丁目」バス停下車